# Vimic
I Vimic sono stati un gruppo musicale alternative metal statunitense fondato nel 2013 con il nome Scar the Martyr dal batterista Joey Jordison, allora componente degli Slipknot.

## Storia del gruppo

### Scar the Martyr (2013-2014)

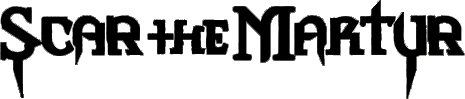
Il logo del gruppo utilizzato tra il 2013 e il 2014

Il gruppo è stato formato con il nome Scar the Martyr nell'aprile 2013 per iniziativa di Joey Jordison, allora batterista degli Slipknot. Al progetto hanno preso parte anche Jed Simon (Strapping Young Lad) e Kris Norris (Darkest Hour).
Nel giugno 2013 è stato annunciato il nome ufficiale del gruppo e la formazione: i tre citati in precedenza con l'aggiunta del tastierista Chris Vrenna (Nine Inch Nails) e del cantante Henry Derek Bonner.
Il primo album del gruppo, dal titolo omonimo, è stato pubblicato il 1º ottobre 2013. I due singoli estratti dall'album sono Blood Host (pubblicato il 2 agosto 2013 in esclusiva su Metal Hammer UK) e Soul Disintegration, reso disponibile per l'ascolto il 17 agosto 2013 e pubblicato come singolo dieci giorni più tardi.
Il 10 aprile 2014 gli Scar the Martyr hanno annunciato l'abbandono di Bonner a causa di divergenze artistiche e per potersi dedicare ad un proprio progetto. Successivamente Bonner è divenuto il cantante del supergruppo Act of Defiance, formato dagli ex-componenti dei Megadeth Chris Broderick e Shawn Drover.

### Cambio di nome,Open Your Omen(2021)
Il 23 ottobre 2015 è stato rivelato che Jordison ha completato la lavorazione relativa al secondo album in studio degli Scar the Martyr, al quale hanno preso parte il cantante Kalen Chase Musmecci e il produttore Kato Khandwala. Il 5 maggio 2016 Jordison ha annunciato il cambiamento del nome del gruppo in Vimic, che include nella formazione sia Chase Musmecci sia Jed Simon, Kyle Konkiel e Mattew Tarach, gli ultimi due in precedenza turnisti degli Scar the Martyr.

## Formazione
Ultima
- Joey Jordison – batteria, percussioni (2013-2021)
- Jed Simon – chitarra solista (2013-2021)
- Kyle Konkiel – basso (2013-2021)
- Mattew Tarach – tastiera (2013-2021)
- Kalen Chase Musmecci – voce (2015-2021)

Ex componenti
- Henry Derek Bonner – voce (2013-2014)
- Kris Norris – chitarra solista (2013-2014)

Ex-turnisti
- Joey Blush – tastiera (2013)

## Discografia

### Album in studio
- 2013 – Scar the Martyr (come Scar the Martyr)

### Extended play
- 2013 – Scar the Martyr (come Scar the Martyr)
- 2013 – Scar the Martyr (come Scar the Martyr)

### Singoli
- 2013 – Blood Host (come Scar the Martyr)
- 2013 – Soul Disintegration (come Scar the Martyr)
- 2016 – Simple Skeletons
- 2016 – She Sees Everything
- 2016 – My Fate
- 2017 – Fail Me (My Temple)